# Sizwe Ndlovu
Sizwe Ndlovu (Johannesburg, 24 september 1980) is een Zuid-Afrikaans voormalig roeier. Hij maakte zijn debuut tijdens de Wereldkampioenschappen roeien 2003 met een zeventiende plaats in de lichte-vier-zonder-stuurman. Op de Olympische Zomerspelen 2012 won Ndlovu de olympische titel in de lichte-vier-zonder-stuurman.

## Resultaten
- Wereldkampioenschappen roeien 2003 in Milaan 17e in de lichte-vier-zonder-stuurman
- Wereldkampioenschappen roeien 2005 in Kaizu 7e in de lichte-vier-zonder-stuurman
- Wereldkampioenschappen roeien 2006 in Eton 12e in de lichte-vier-zonder-stuurman
- Wereldkampioenschappen roeien 2009 in Poznań 9e in de lichte-skiff
- Wereldkampioenschappen roeien 2010 in Cambridge 11e in de lichte-vier-zonder-stuurman
- Wereldkampioenschappen roeien 2011 in Bled herkansing in de lichte-twee-zonder-stuurman
- Olympische Zomerspelen 2012 in Londen  in de lichte-vier-zonder-stuurman
- Wereldkampioenschappen roeien 2013 in Chungju 6e in de lichte-vier-zonder-stuurman
- Wereldkampioenschappen roeien 2015 in Aiguebelette-le-Lac 13e in de vier-zonder-stuurman

1996: Victor Feddersen & Niels Henriksen & Thomas Poulsen & Eskild Ebbesen ·
2000: Laurent Porchier & Jean-Christophe Bette & Yves Hocdé & Xavier Dorfman ·
2004: Thor Kristensen & Thomas Ebert & Stephan Mølvig  & Eskild Ebbesen ·
2008: Mads Kruse Andersen & Eskild Ebbesen & Thomas Ebert & Morten Jørgensen·
2012: James Thompson & Matthew Brittain & John Smith & Sizwe Ndlovu ·
2016: Mario Gyr & Simon Niepmann & Simon Schürch & Lucas Tramèr